# Острошицкий Городок
Острошицкий Городок (бел. Астрашы́цкі Гарадо́к) — агрогородок в Минском районе Минской области Белоруссии. Административный центр Острошицко-Городокского сельсовета. Население 2390 чел. (1996).

## География
В 24 км к северу от Минска, в 15 км от железнодорожной станции Колодищи, на шоссе Минск — Логойск.

### Гидрография
Находится на реке Усяжа.

## Этимология
Топоним «Острошицкий Городок» состоит из двух частей: определение «Острошицкий» указывает на близость к деревне Острошицы, название «Городок» свидетельствует о существовании здесь небольшого замка (города).

## История

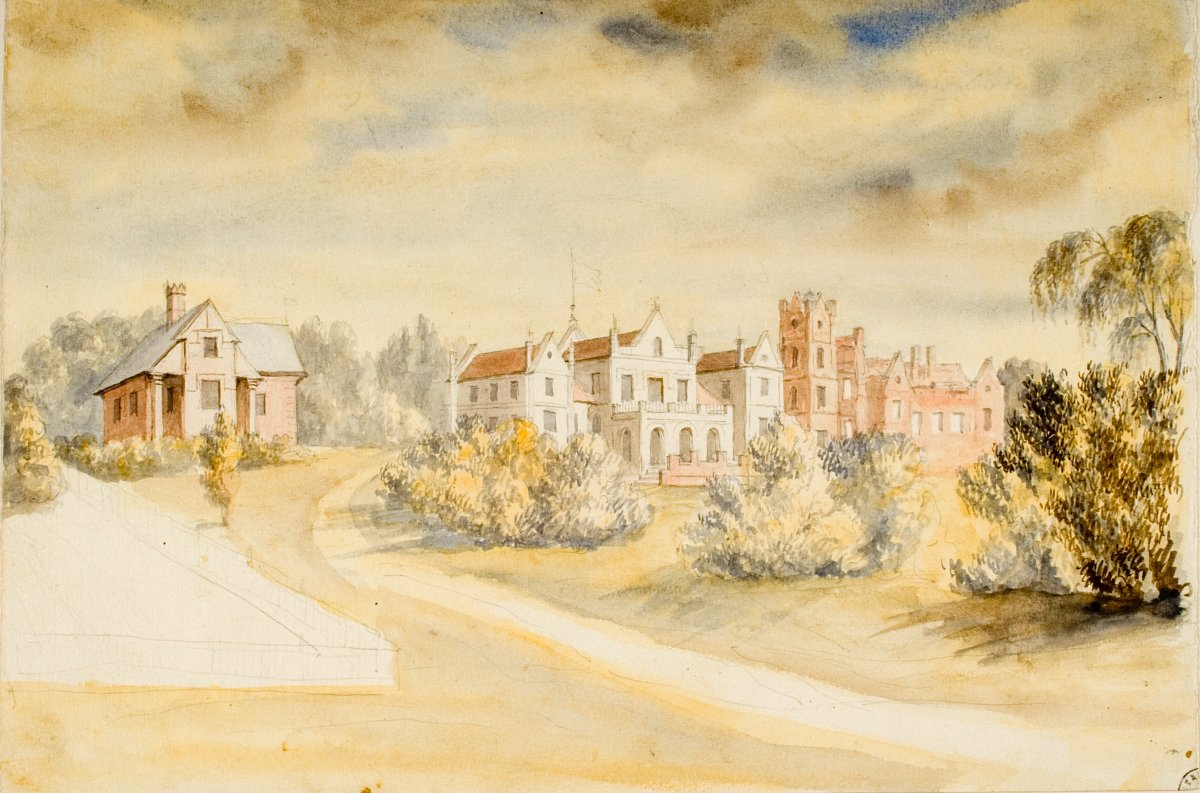
Дворец Тышкевичей с подъездной дороги.Акварель Н. Орды (с 1864 по 1876 год)

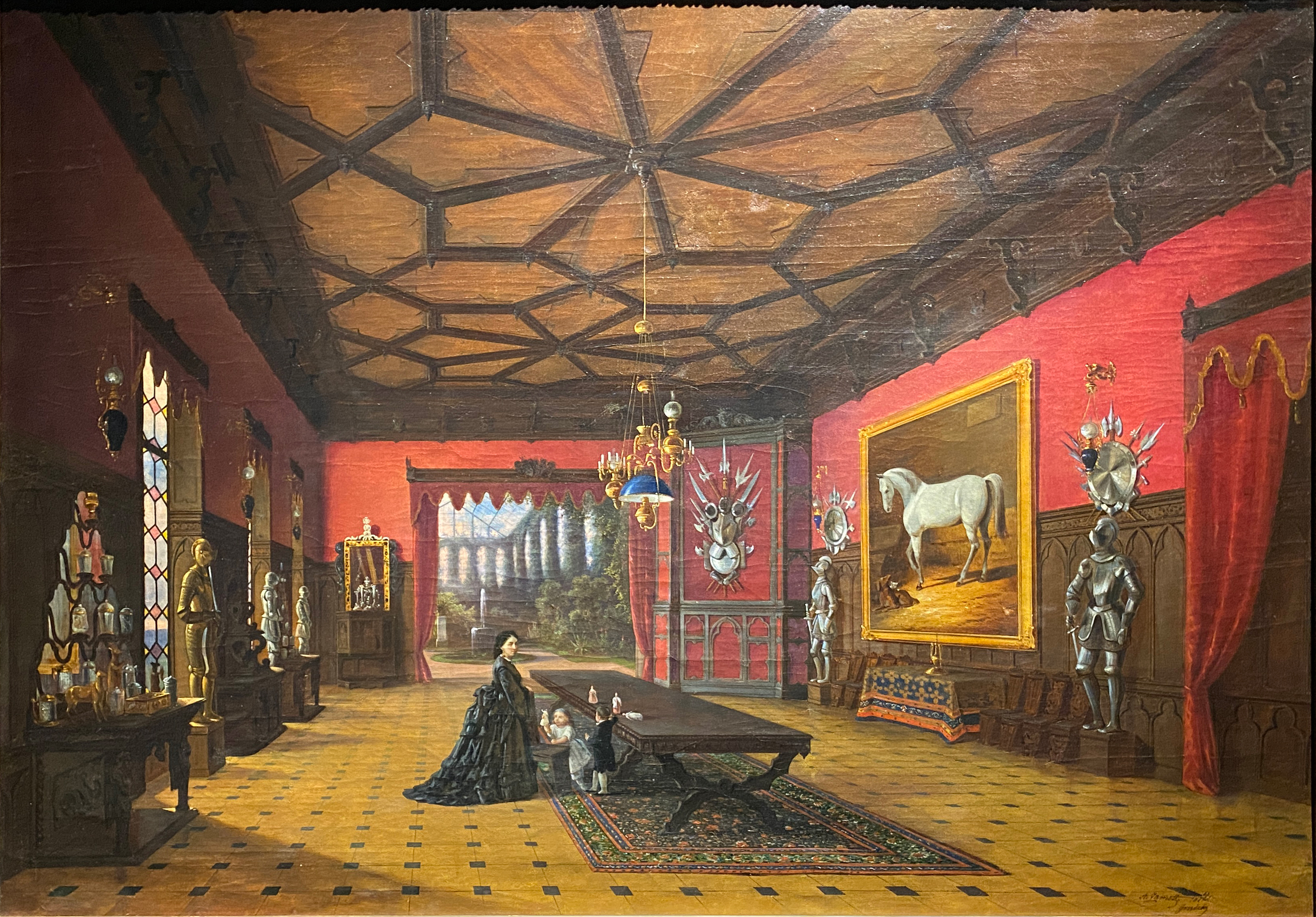
А. Жамет. Интерьер дворца Тышкевичей. 1872 год

Первое письменное упоминание о Городоке (атрибутивный компонент «Острошицкий» добавился позже) датируется 1567 годом. Согласно описанию 1650 года, в местечке имелись деревянный замок, торговая площадь, церковь, трактир и магазины, имелись 3 улицы (Минская, Глебкавицкая и Ковальская), 51 двор. Замок имел оборонительные стены и 4 угловые башни, его окружали пруды и искусственный ров, через который был перекинут мост к фахверковой башне-воротам. Внутри замка располагались жилые, хозяйственные и оборонительные помещения; слева от ворот стоял одноэтажный деревянный дворец. Жилые помещения дворца содержали расписные двери и потолок, печи и камины из цветной кафеля. За дворцом располагались истопка, кухня, пекарня, псарня, баня, пивоварня.  Справа от ворот стоял фахверк с жилыми комнатами, кладовой, навесами, конюшней и амбаром. Перед замком находились конюшня, водяная мельница и лесопилка.
В 1734 году в Острошицком Городке было 24 двора. В описании 1745 года в местечке не было упоминания о замке, но имелось 30 дворов, деревянный дворец, зверинец, фольварк с 2 жилыми зданиями, пекарней, конюшней, пивоварней и др. За усадьбой были пруды с мельницами и рыбные пруды.
В результате второго раздела Речи Посполитой в 1793 году Острошицкий Городок оказался в составе Российской империи и был включен в Минский уезд Минской губернии. В первой половине XIX века в километре от поселка соорудили каменный двухэтажный дворец, где располагалась собранная М. Тышкевичем коллекция произведений изобразительного и декоративно-прикладного искусства. Существовал большой парк, в котором был зверинец. По состоянию на 1886 год в местечке имелись 2 церкви, часовня, школа, рудник, мастерская изготовления медной посуды для пивоварни, 11 магазинов, заезжий дом, 4 мельницы. На 1917 год — 324 двора.
В 1919 году Острошицкий Городок вошел в БССР, 20 августа 1924 года стал центром Острошицко-Городокского района, с 1935 года — в Минском районе. Статус поселения был понижен до деревни. 
По состоянию на 1987 год здесь было 1789 дворов, на 1995 год — 938 дворов. 
В 2009 году деревня Острошицкий Городок преобразована в агрогородок.
В 2009 году в связи с празднованием 65-й годовщины освобождения Республики Беларусь от немецко-фашистских захватчиков и в целях увековечения подвига воинов Красной Армии, партизан и подпольщиков Острошицкий Городок награждён вымпелом «За мужнасць і стойкасць у гады Вялікай Айчыннай вайны» (Указ Президента Республики Беларусь от 29 июня 2009 года № 355).

## Население

### Численность
- 2009 год — 2 302 жителей

### Динамика
- 2009 год — 2 302 жителей (перепись населения)

## Культура
- Дом культуры
- Музей

## Достопримечательность
- Часовня (XIX в.)
- Синагога
- Церковь Преображения Господнего (XIX в.)
- Сквер в память о жителях, погибших в годы Великой Отечественной войны. По всей территории сквера высажено 11 композиций, состоящих из двух берез – символов живых и одной сосны – памяти каждого третьего белоруса, погибшего в войне – всего порядка 80 деревьев и кустарников. На территории сквера высажена и липовая аллея. В самом центре, на круглой площадке, установлен памятный камень с мемориальной табличкой.

### Памятник, скульптура
- Воинский мемориал
- Памятник-танк Т-34. Установлен у перекрестка дорог. На мраморных плитах памятника высечены слова: «Воинам 100-й ордена Ленина и 161-й стрелковых дивизий 2-го стрелкового корпуса, стоявшим насмерть на этом рубеже в суровые дни июня 1941 года. Вечная слава героям!»

### Утраченное наследие
- Дворцово-парковый комплекс Тышкевичей (XVII—XVIII вв.)
- Церковь Святого Духа (1771; греко-католическая)

## Галерея

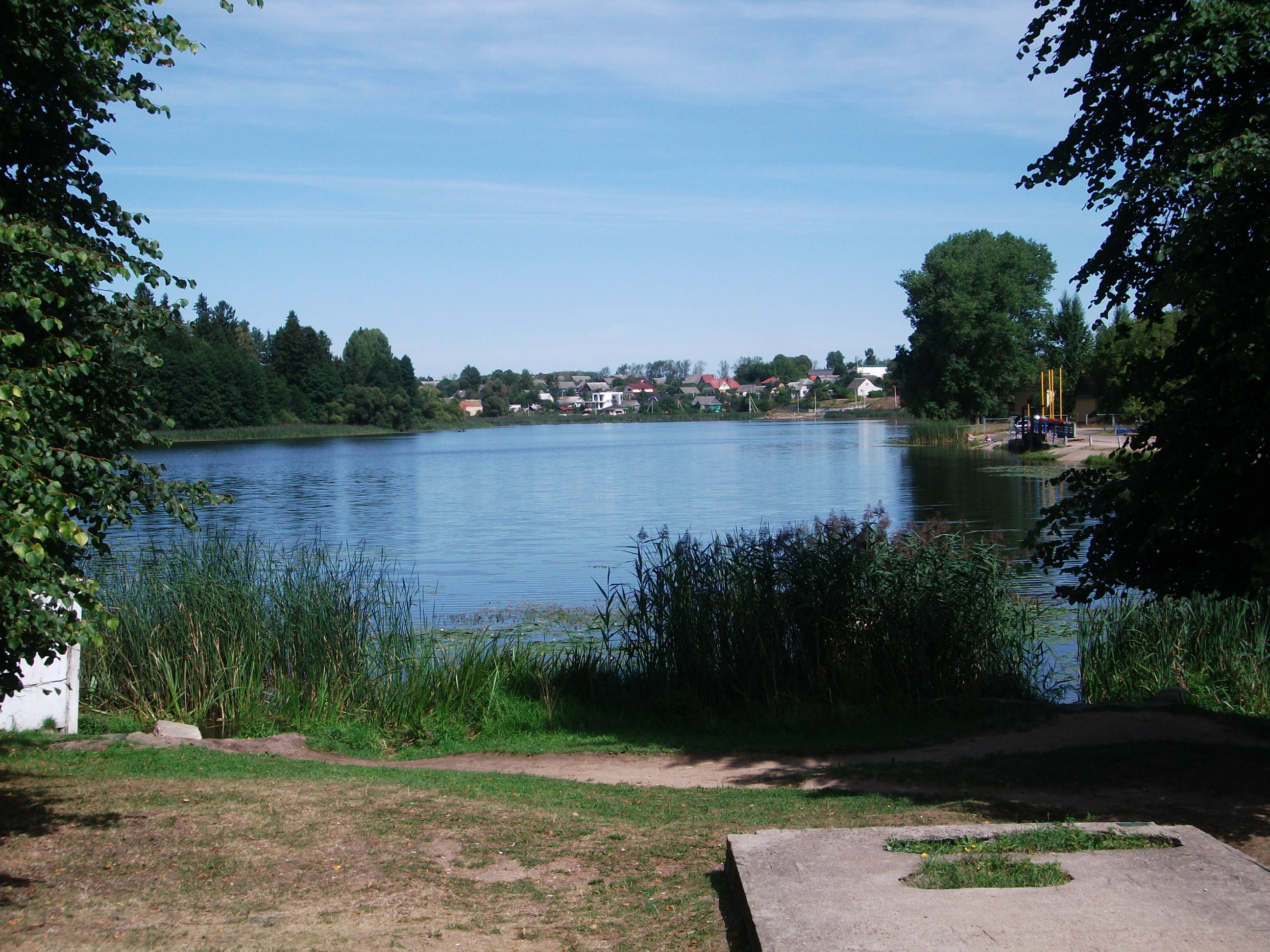
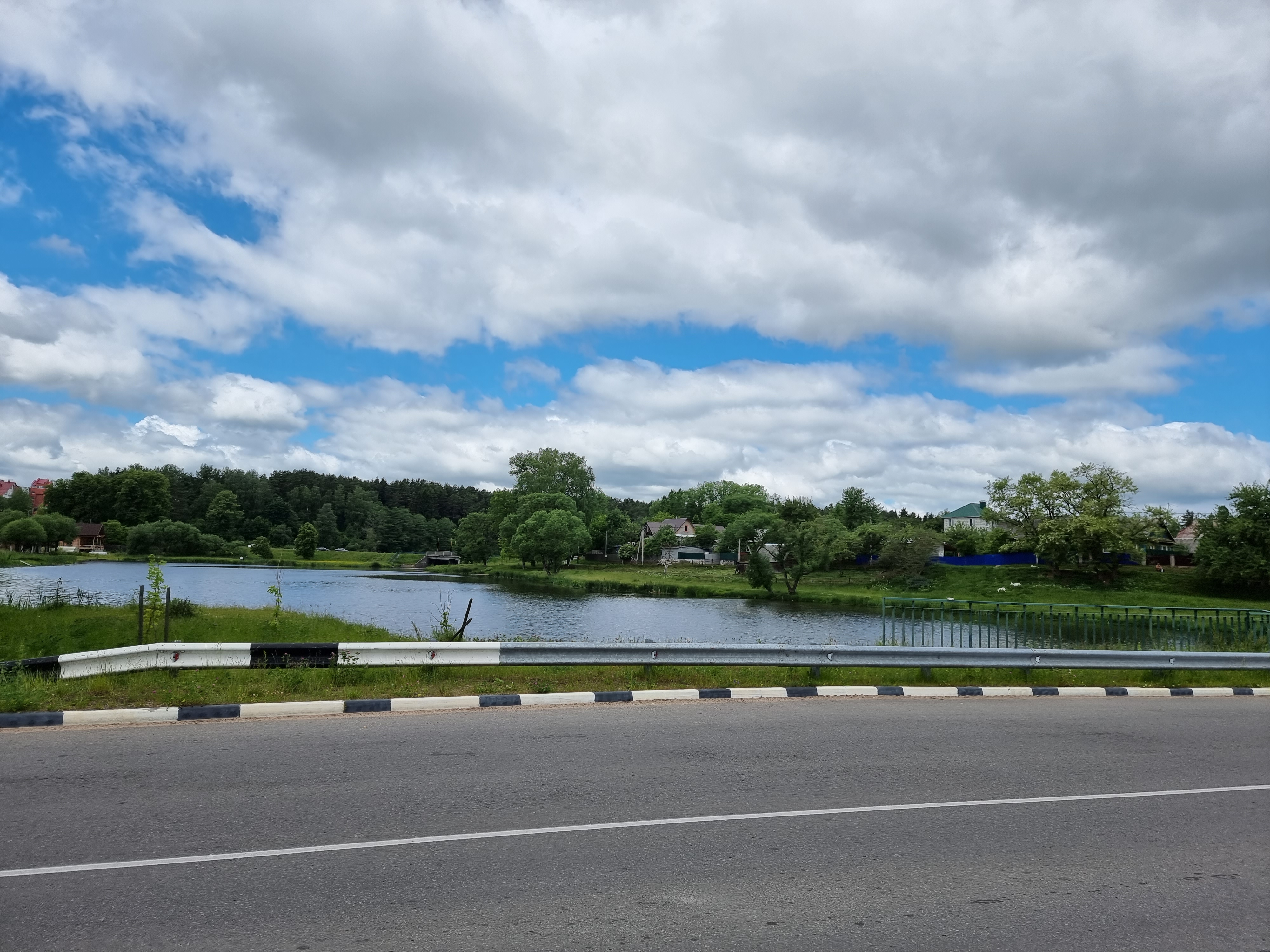
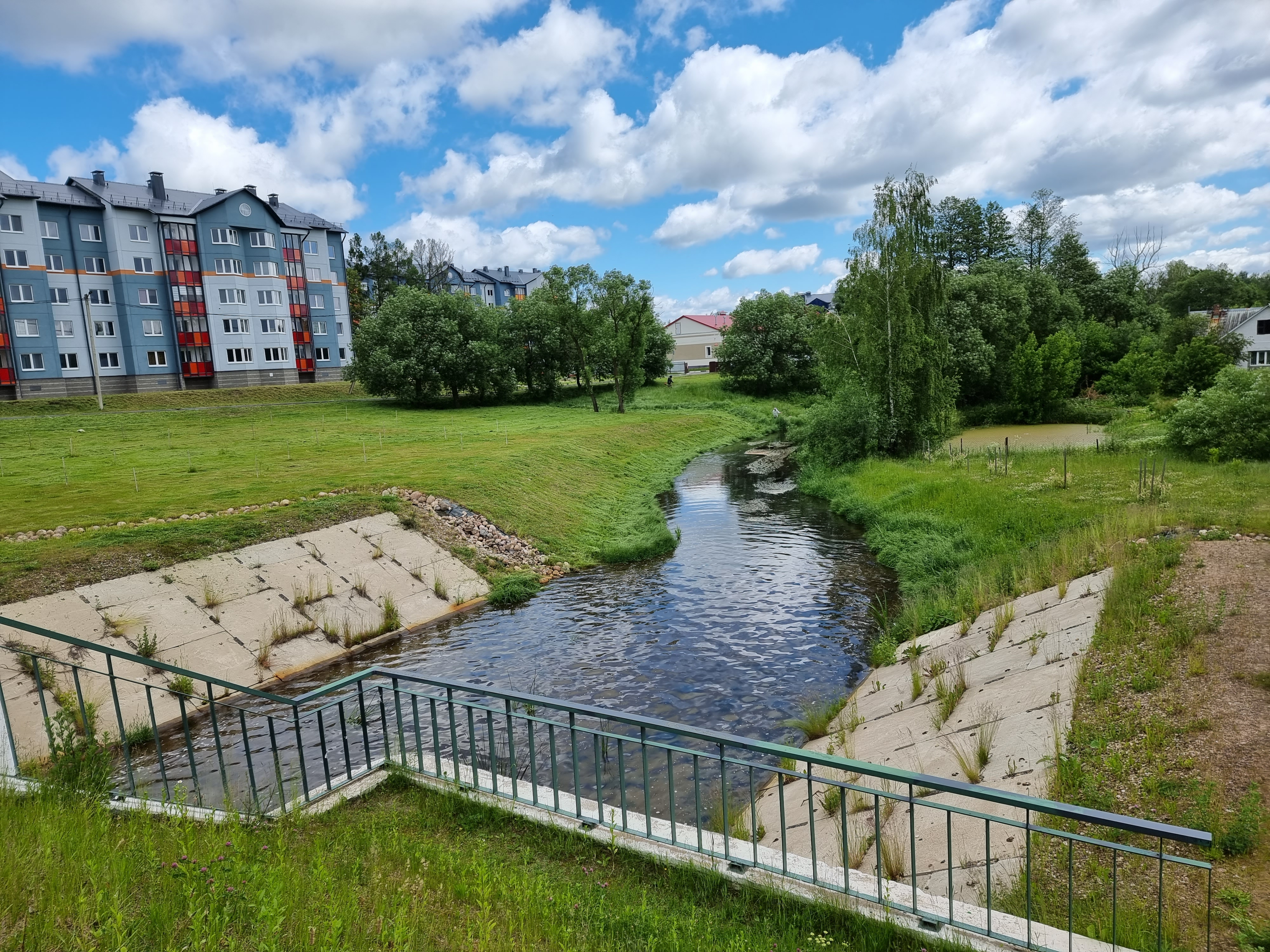
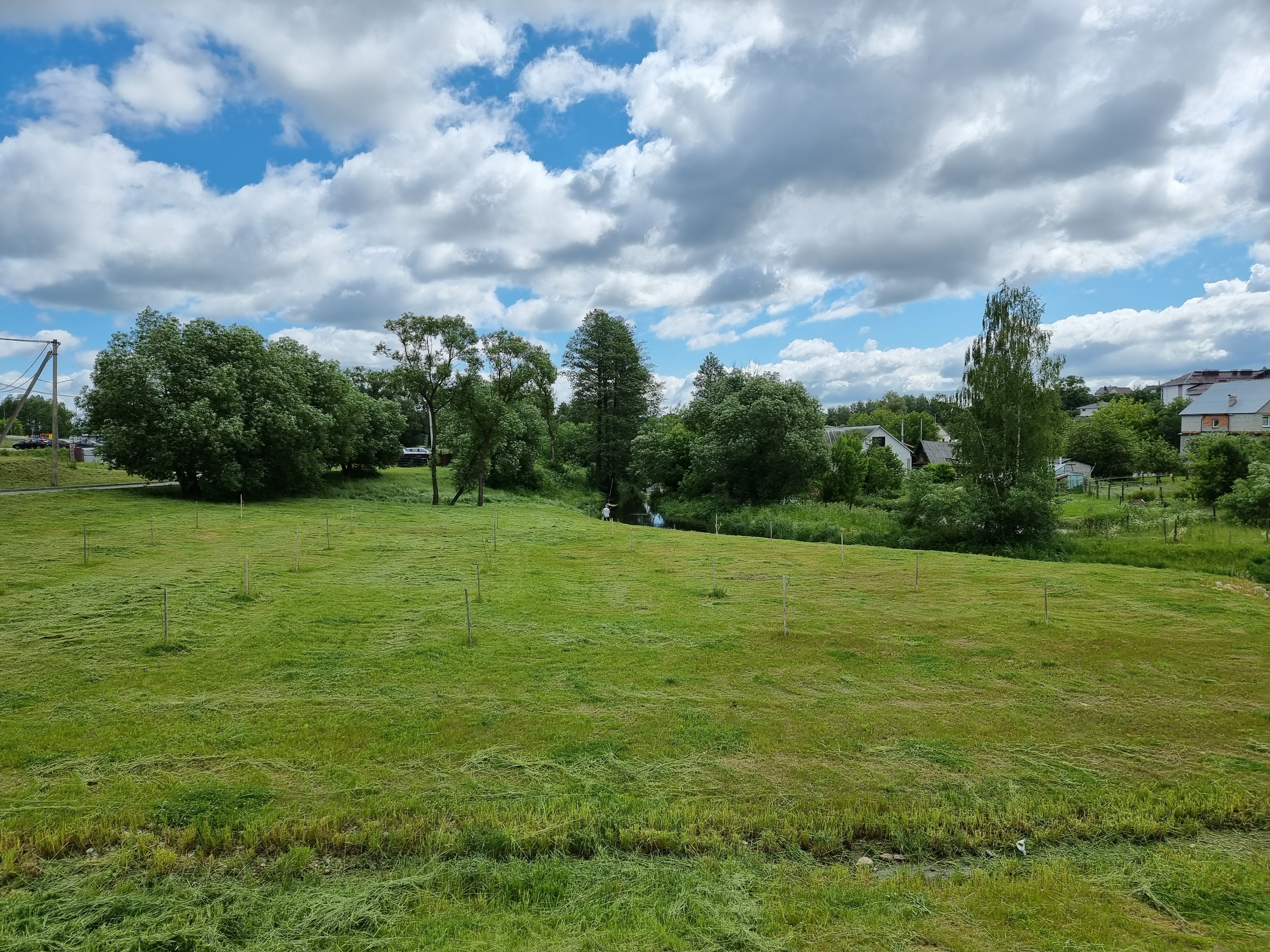
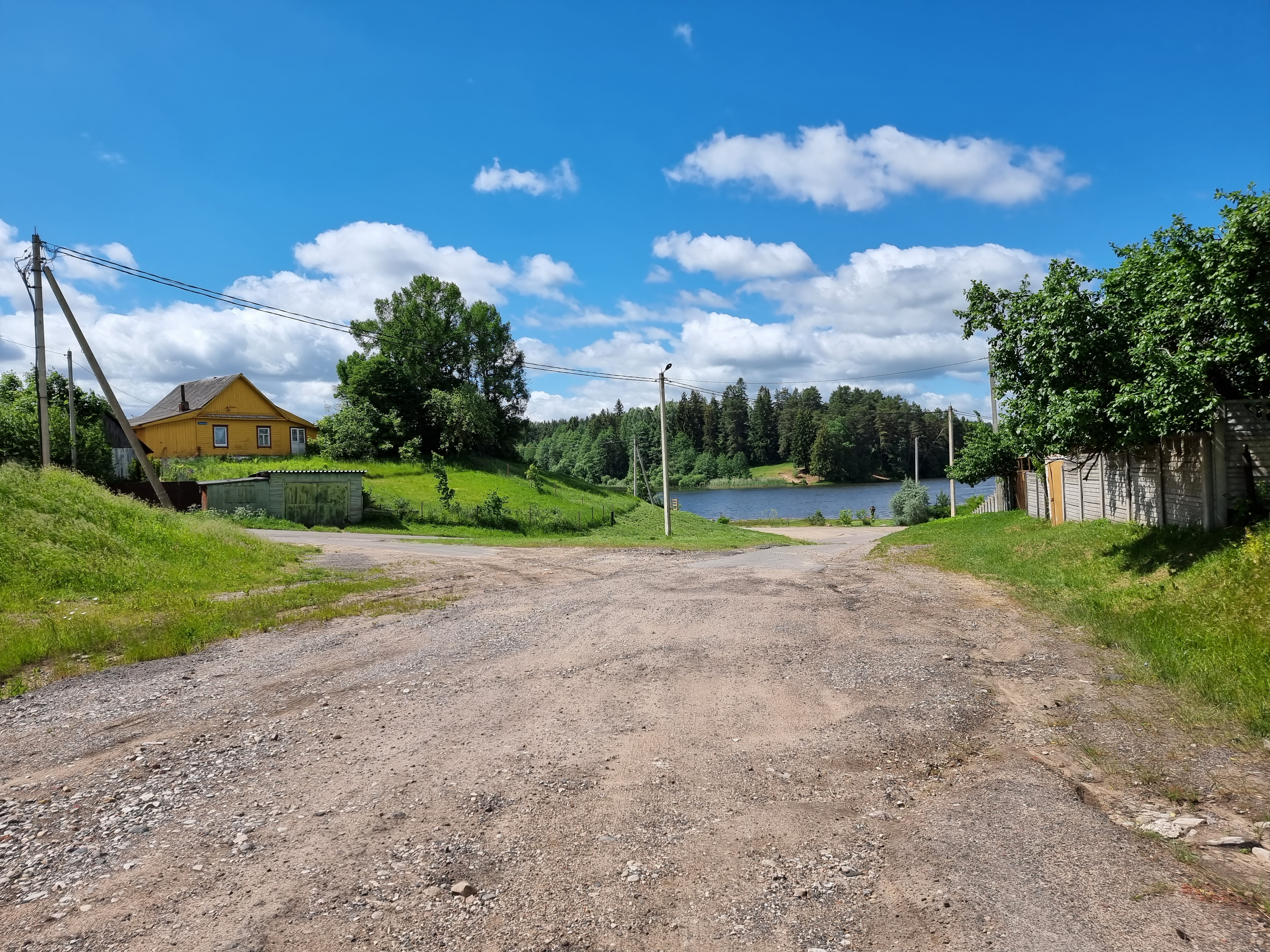
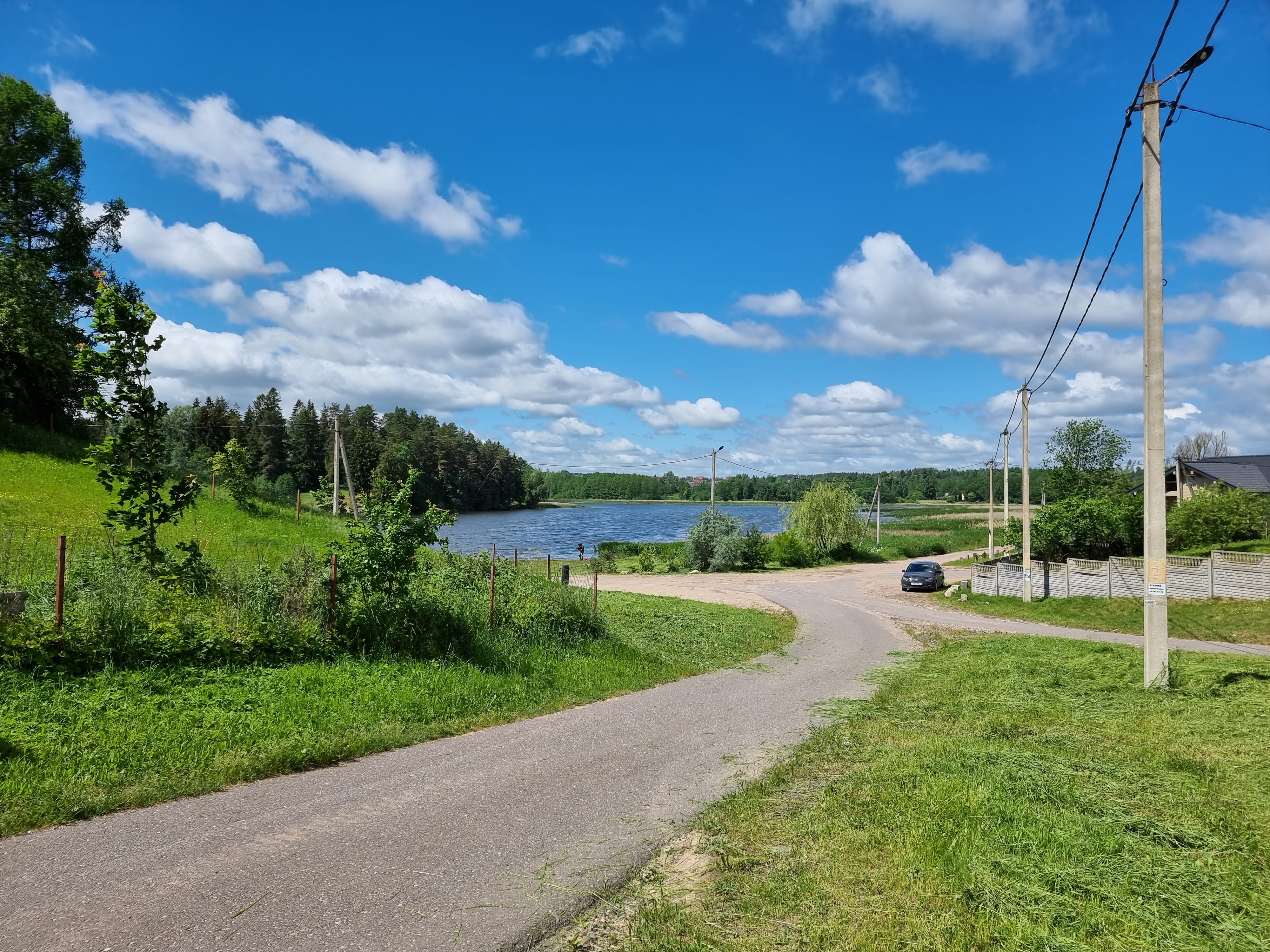
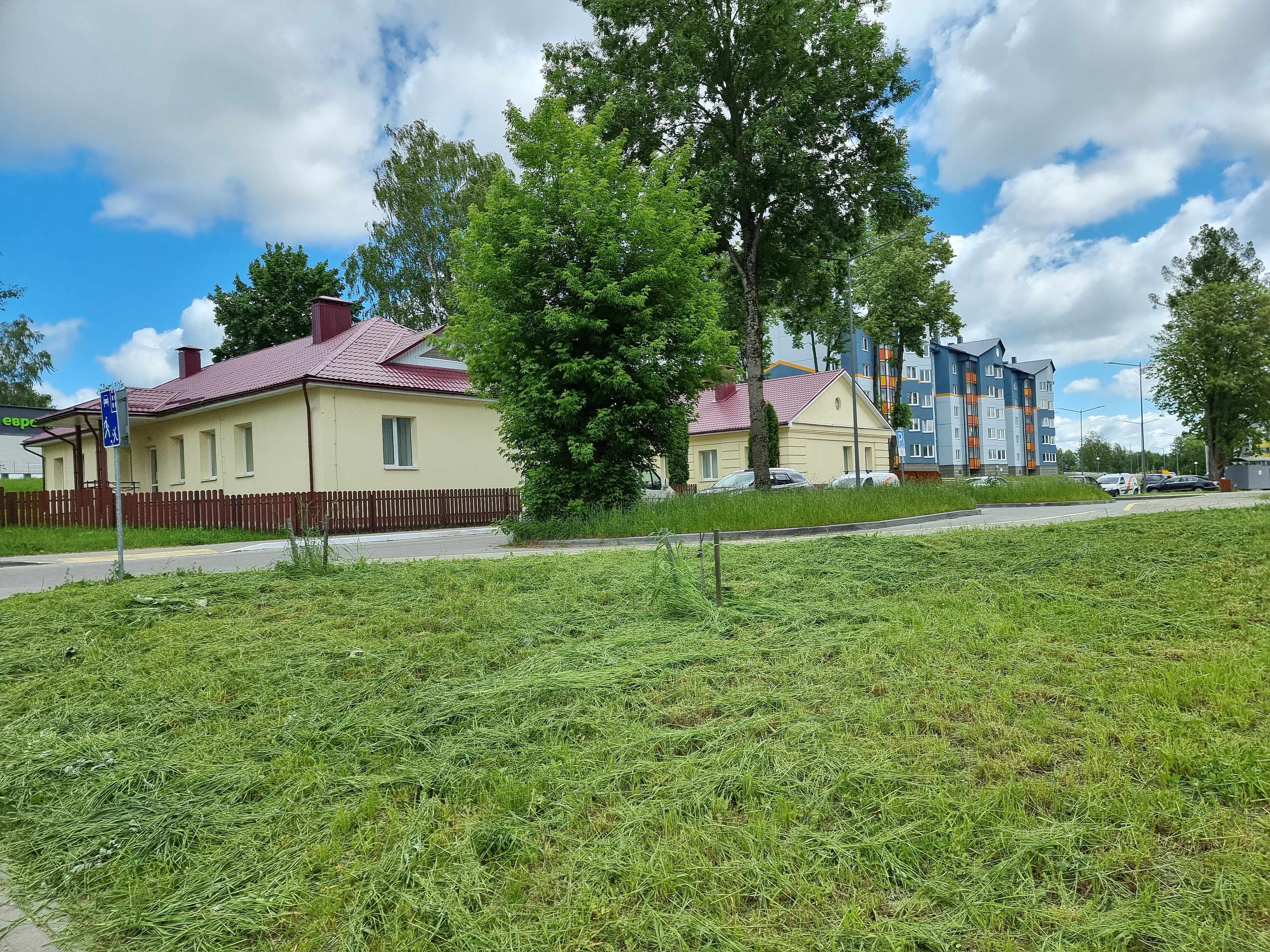
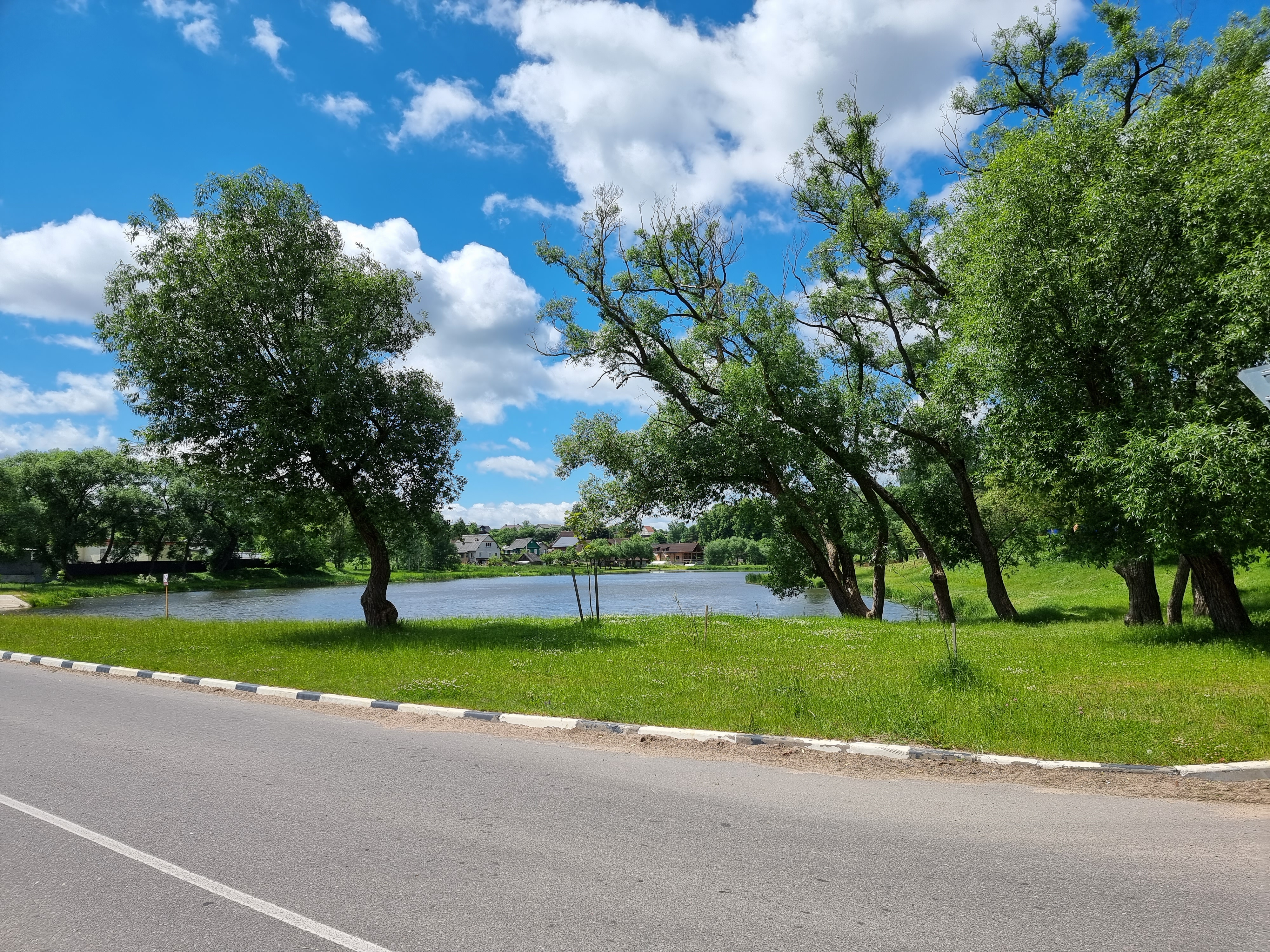
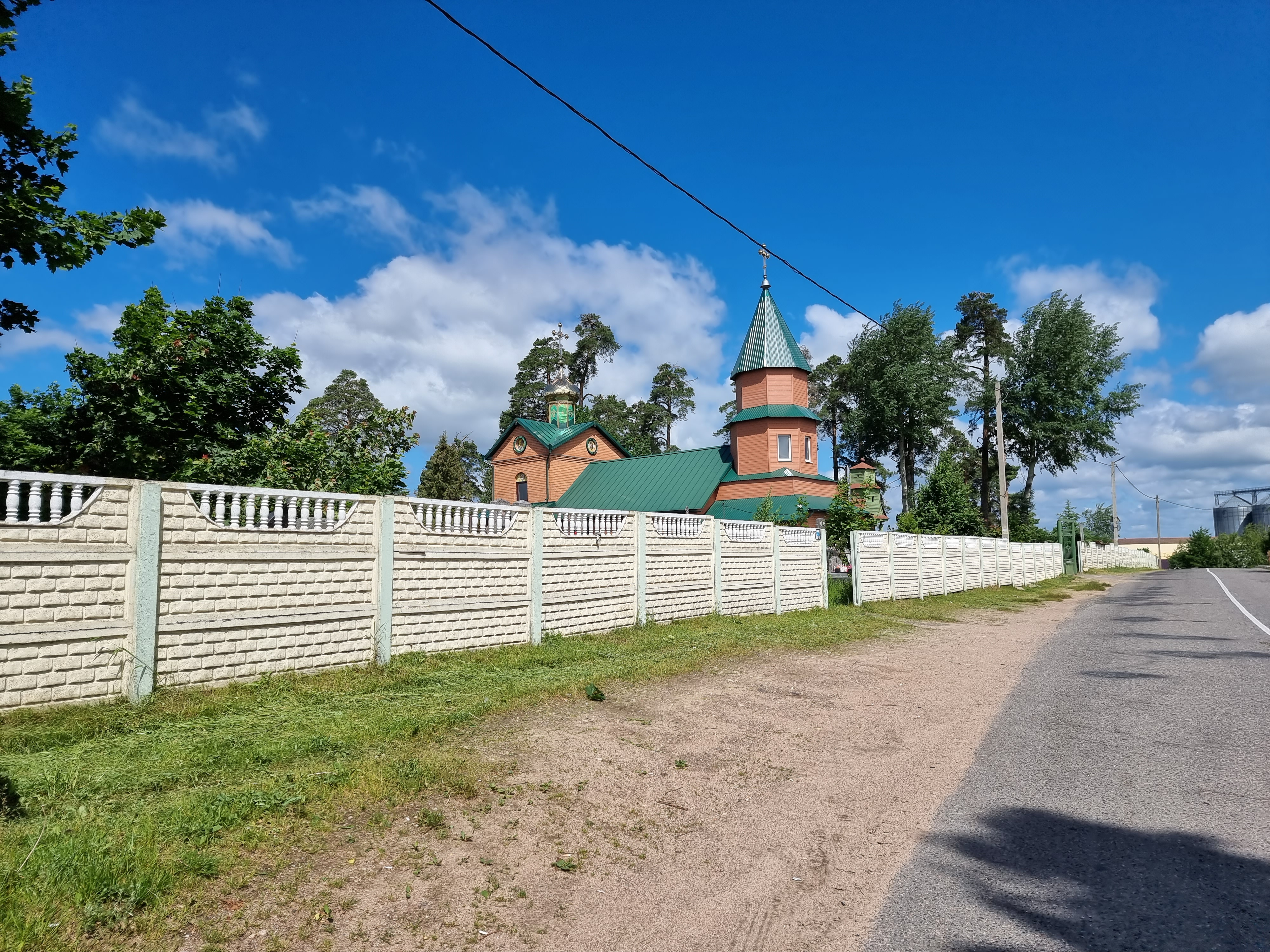
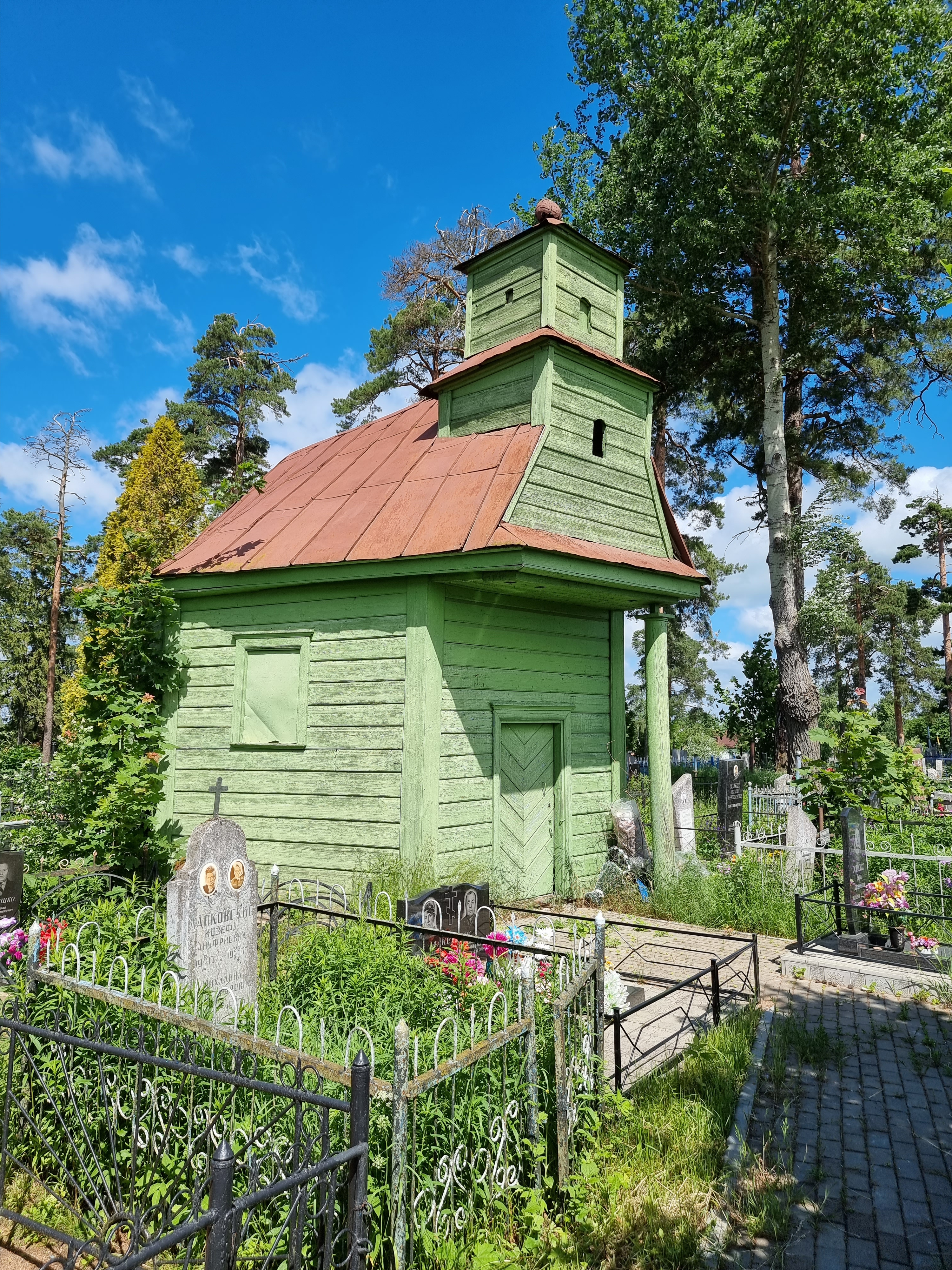
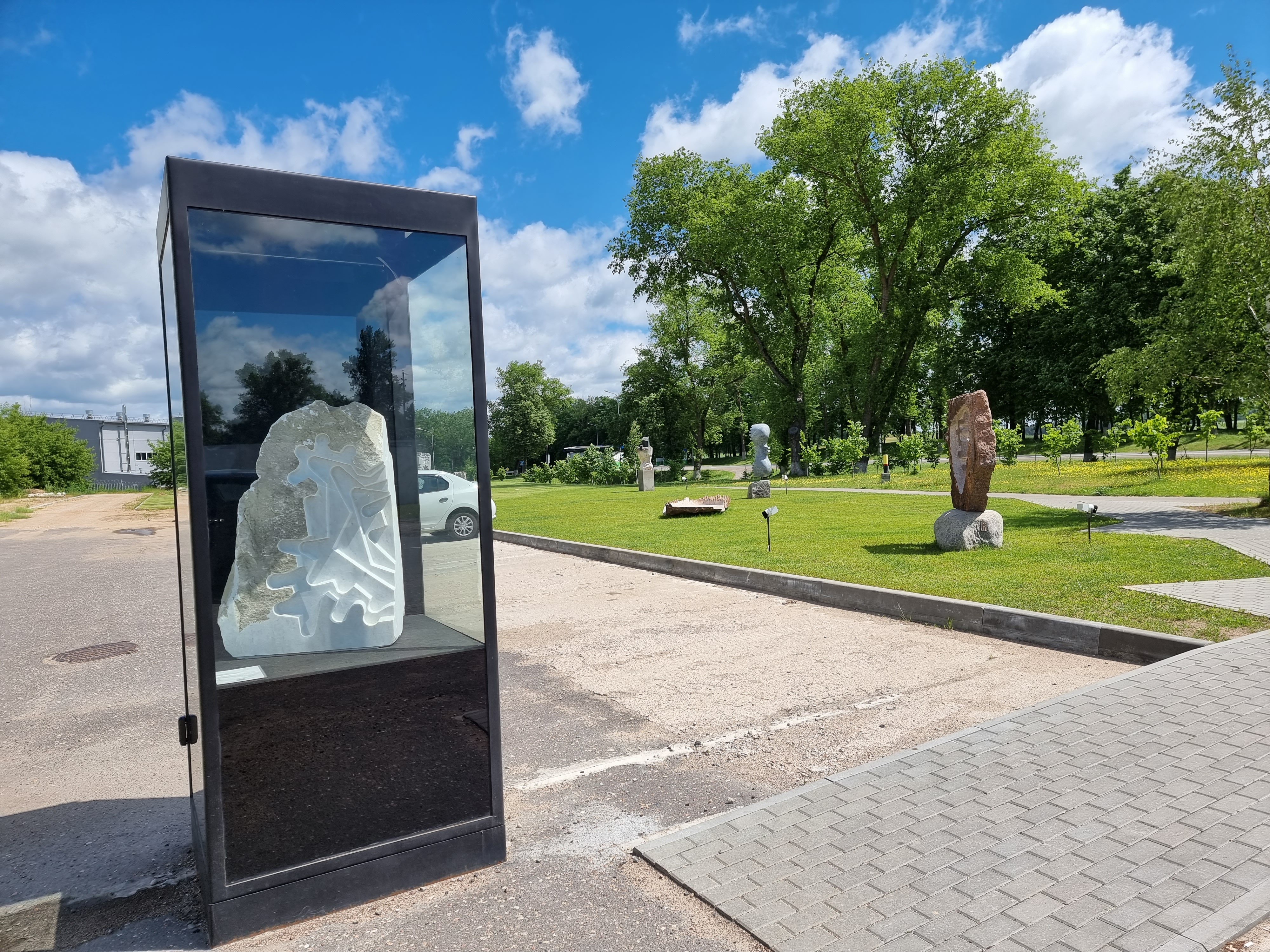
Сквер каменных скульптур
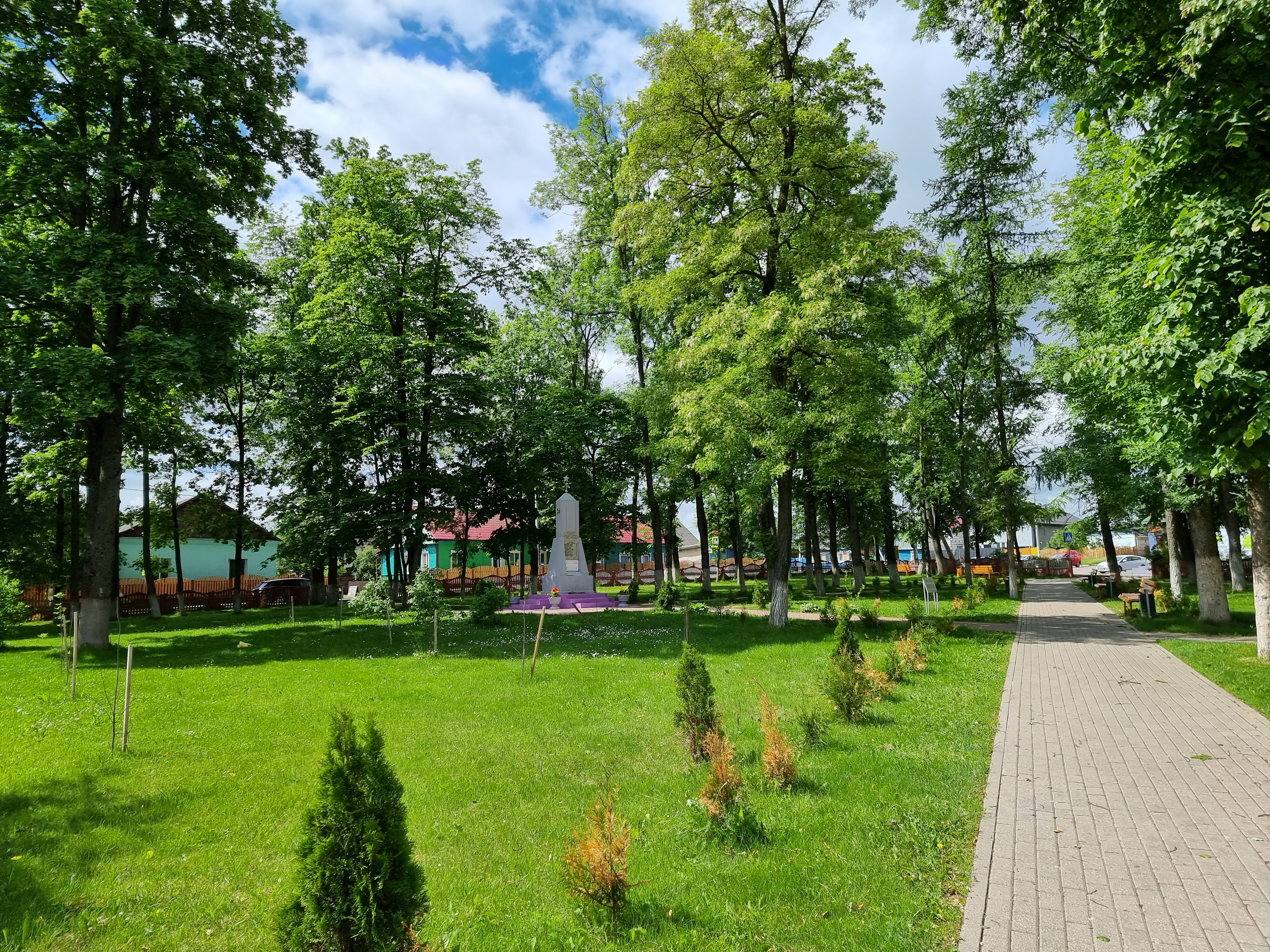
Центральная площадь
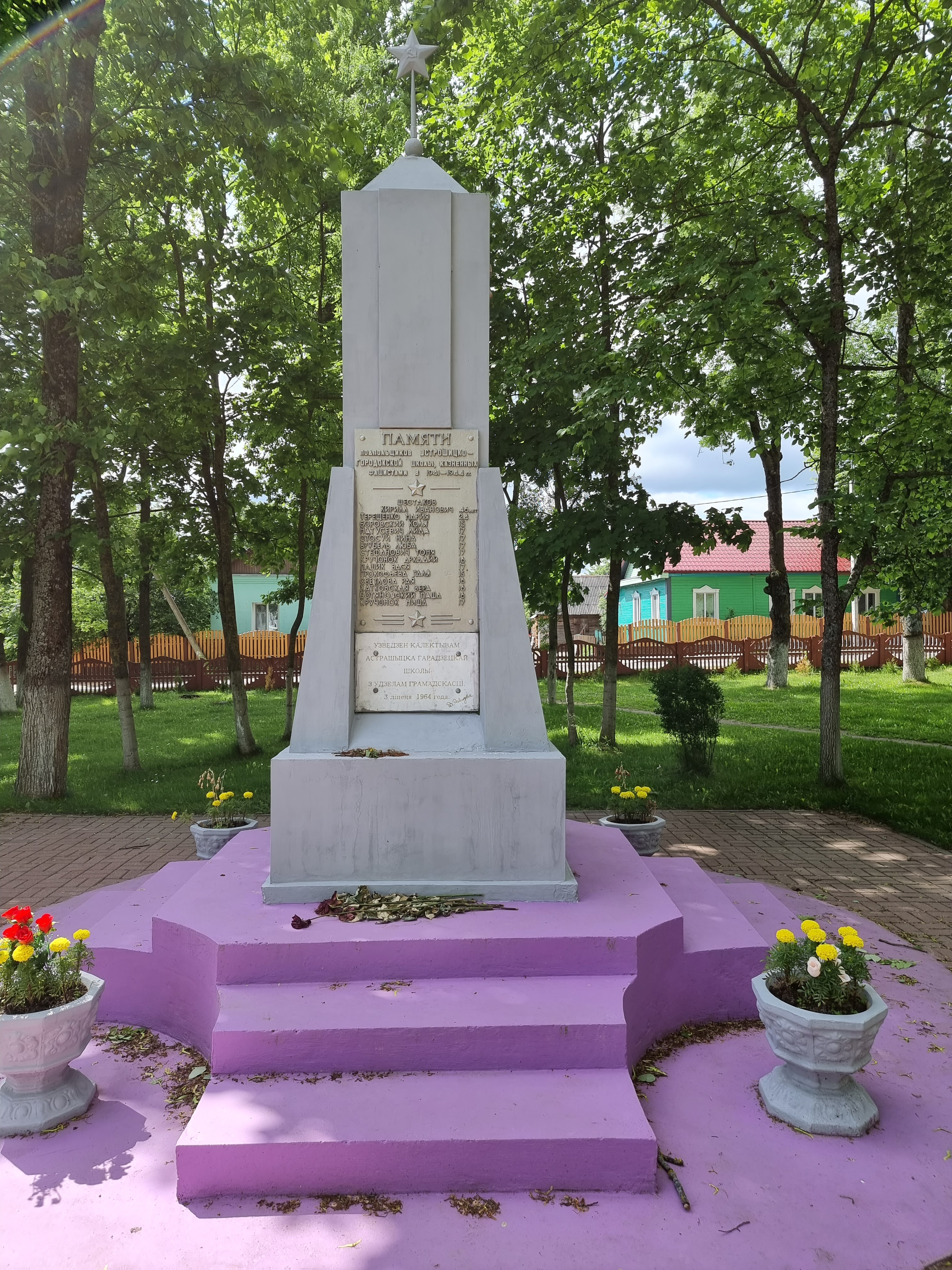
Воинский мемориал
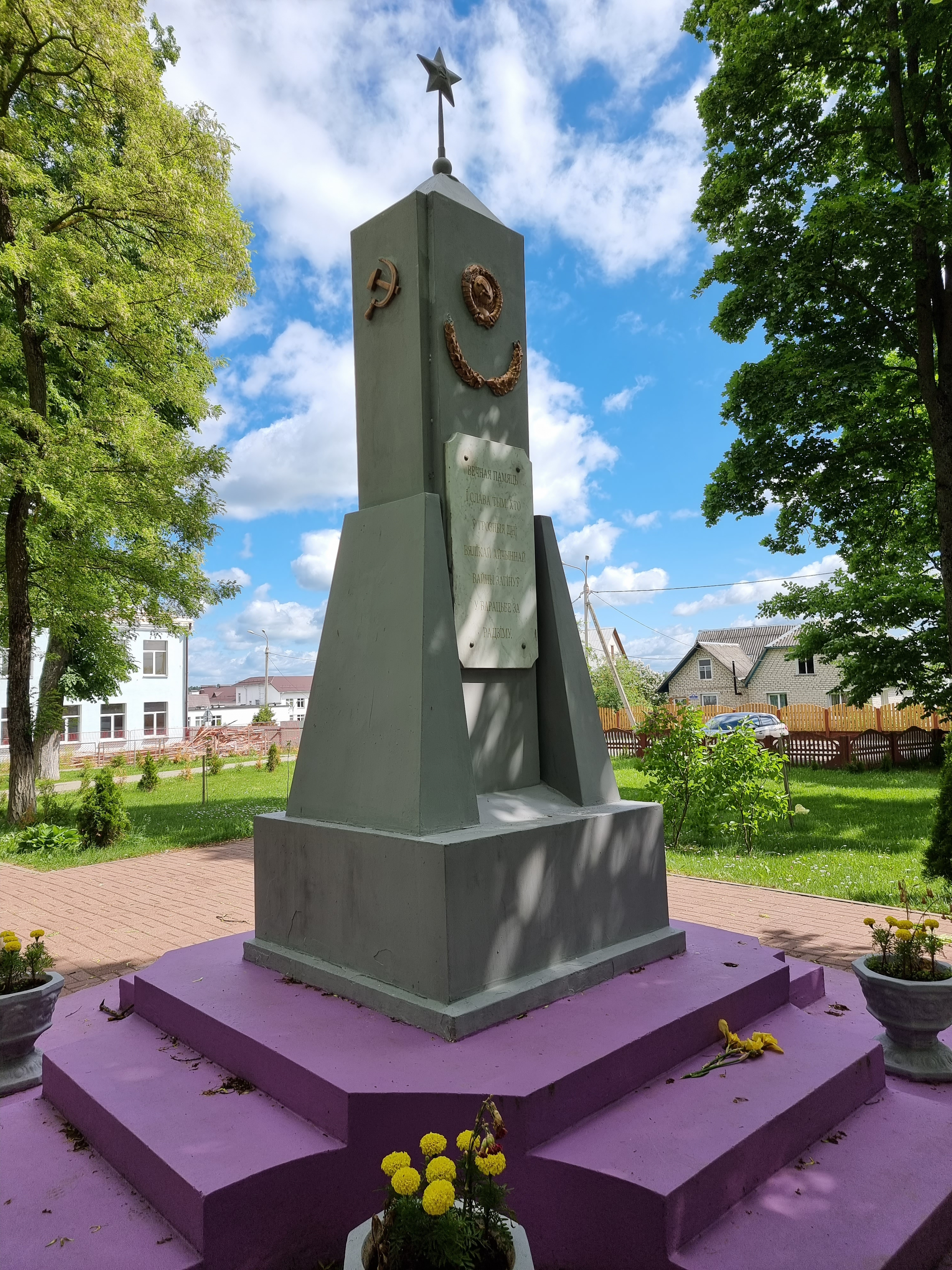
Воинский мемориал
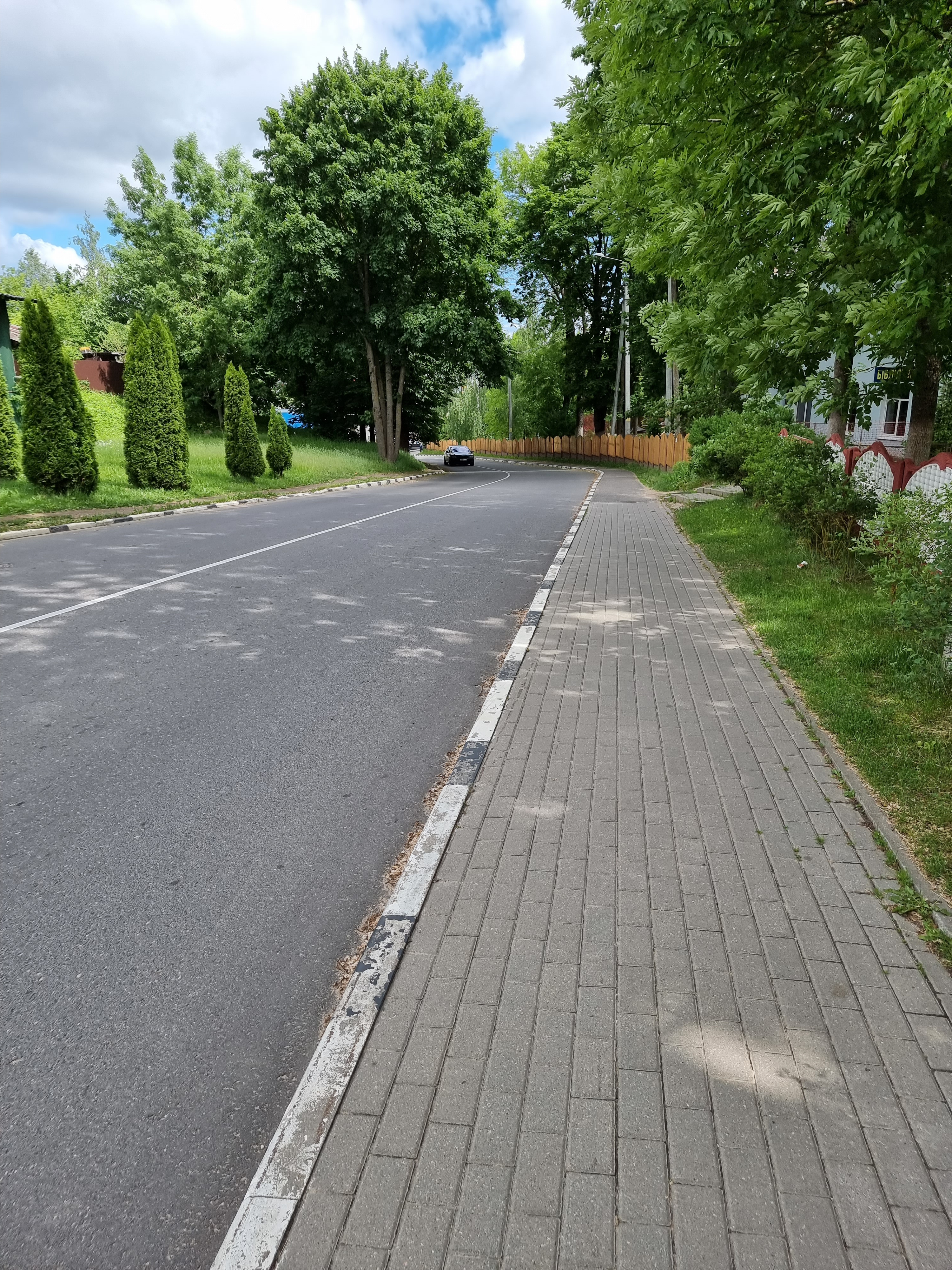
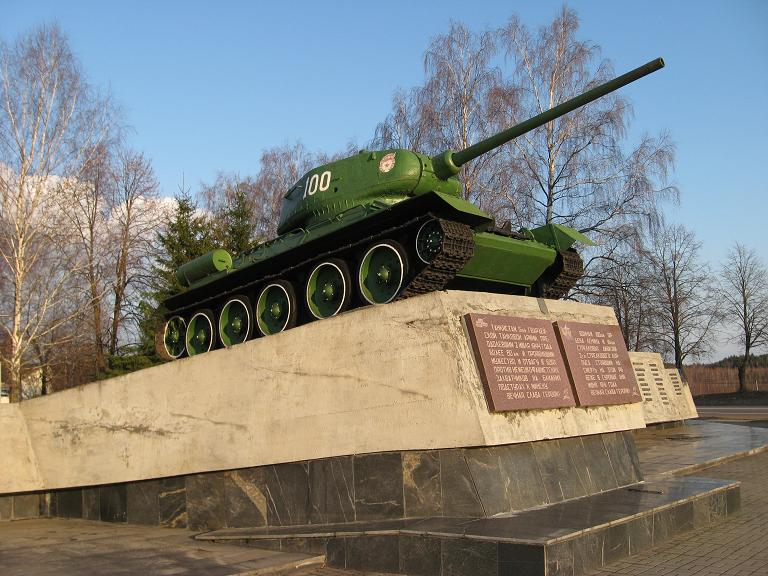
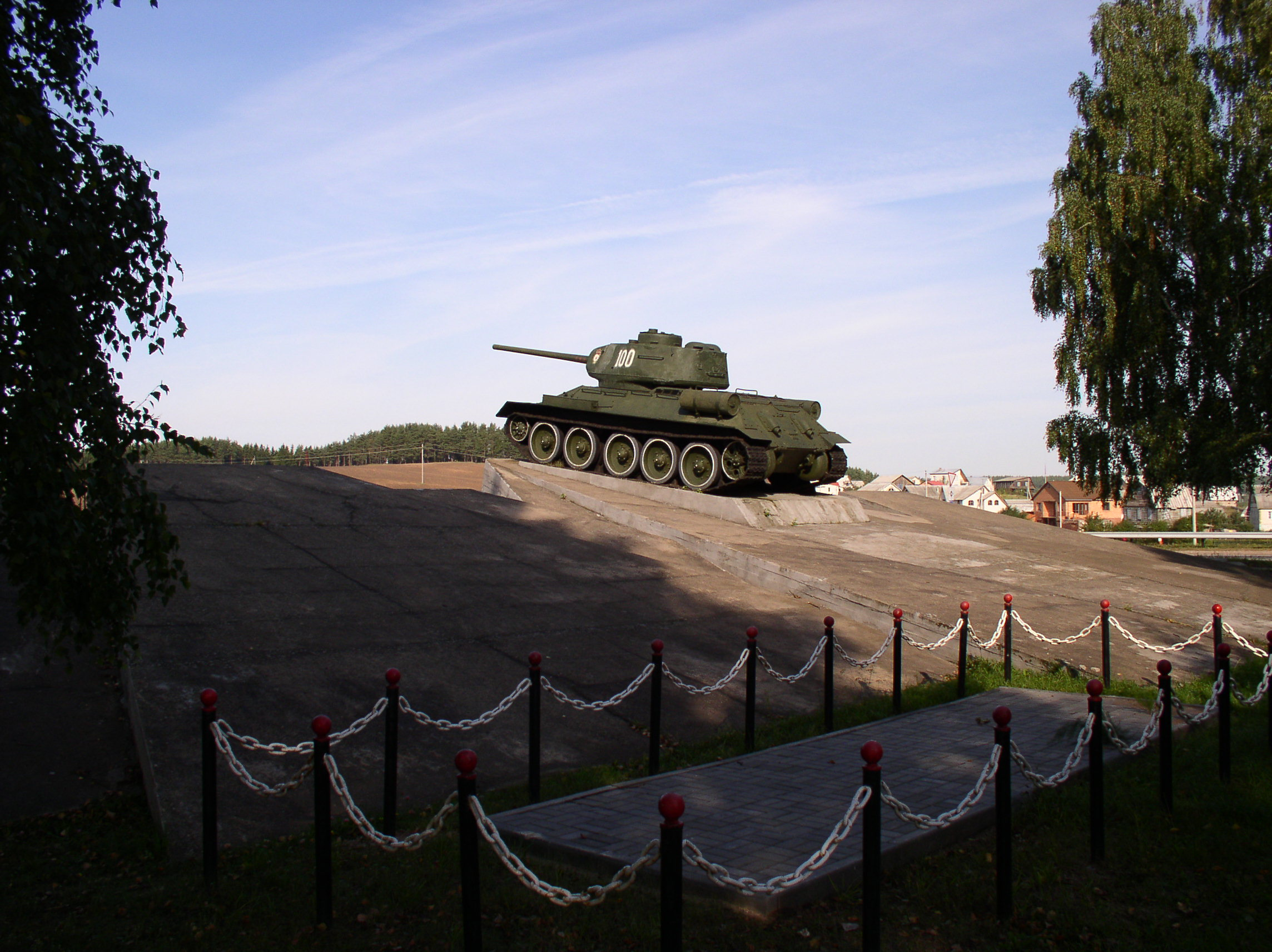
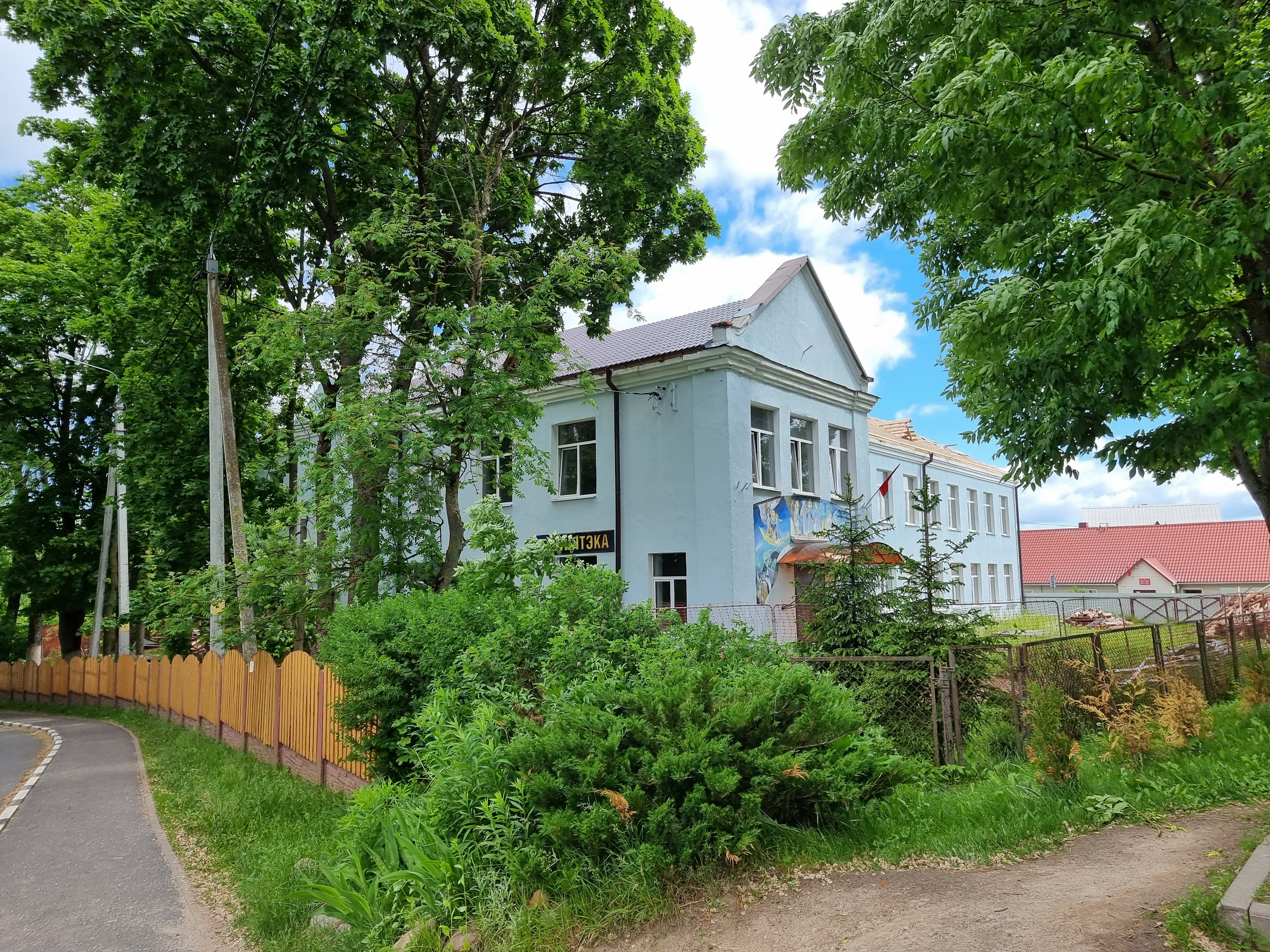